# Spoorlijn Langenhagen-Pferdemarkt - Hannover Flughafen
De spoorlijn Langenhagen-Pferdemarkt - Hannover Flughafen is een Duitse spoorlijn in Nedersaksen en is als spoorlijn 1713 onder beheer van DB Netze. 

## Geschiedenis
Het traject werd door de Deutsche Bahn geopend op 28 mei 2000 ter gelegenheid van de Expo 2000.

## Treindiensten
De Deutsche Bahn verzorgt het personenvervoer op dit traject met S-Bahn treinen.
| Serie | Treinsoort             | Route                                                                                               | Bijzonderheden                 |
| ----- | ---------------------- | --------------------------------------------------------------------------------------------------- | ------------------------------ |
| S5    | S-Bahn (DB Regio Nord) | Hannover Flughafen – Hannover Hbf – Hannover Bismarckstraße – Hamelen – Bad Pyrmont – Paderborn Hbf | Flughafen - Hamelen 2x per uur |
| S8    | S-Bahn (DB Regio Nord) | Hannover Flughafen – Hannover Hbf – Hannover Bismarckstraße – Hannover Messe/Laatzen                | Alleen tijdens evenementen     |

## Aansluitingen
In de volgende plaatsen is of was er een aansluiting op de volgende spoorlijnen:
Langenhagen Pferdemarkt
DB 1710, spoorlijn tussen Hannover en Celle
DB 1711, spoorlijn tussen Hannover en Bremervörde

## Elektrificatie
Het traject werd in 2000 geëlektrificeerd met een wisselspanning van 15.000 volt 16 2/3 Hz.